# Egon Seilnacht, Maschinen- und Rennwagenbau

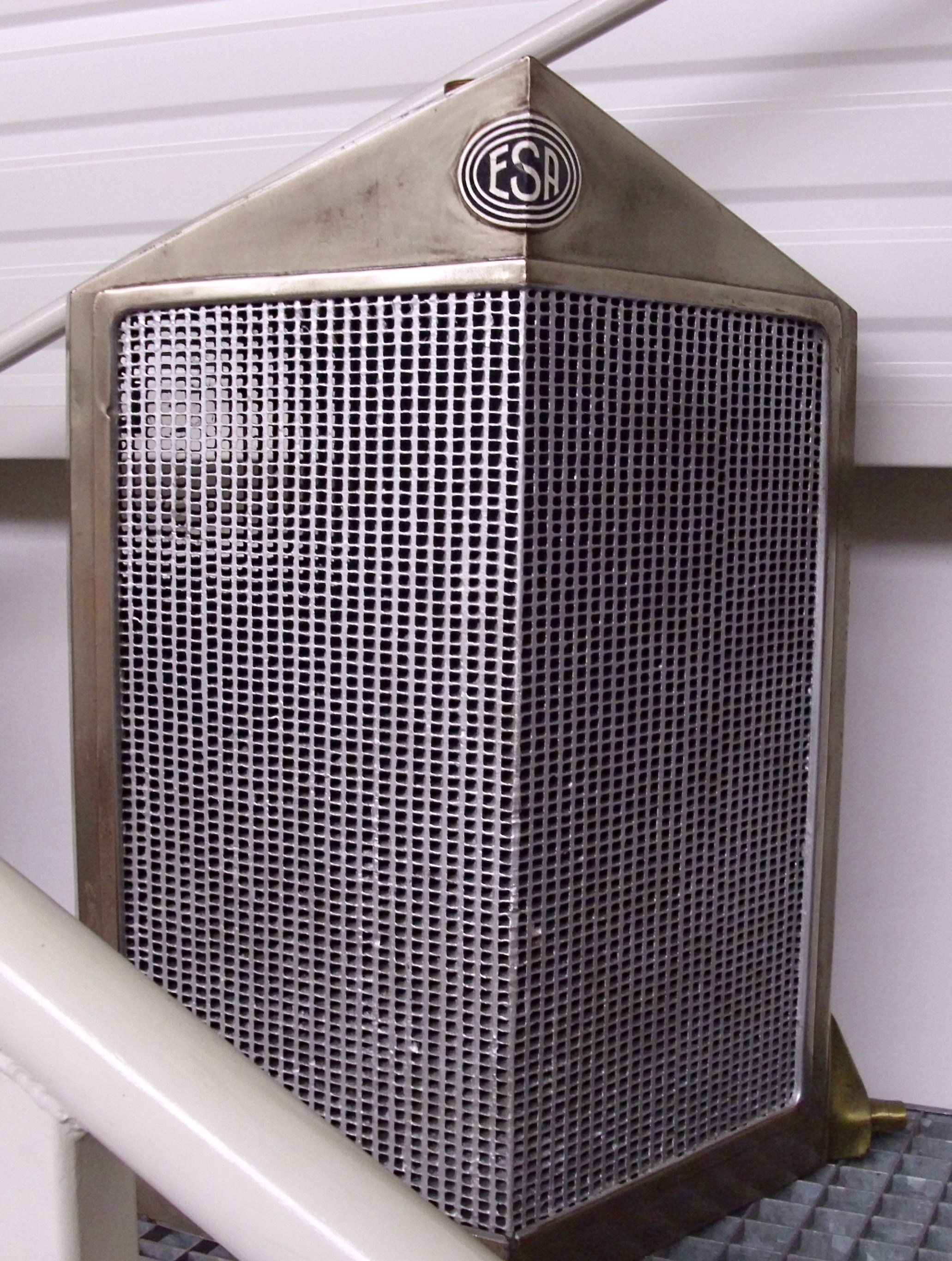
Kühlergrill

Egon Seilnacht, Maschinen- und Rennwagenbau war ein Hersteller von Automobilen aus Österreich-Ungarn, später Österreich.

## Unternehmensgeschichte
Egon Seilnacht gründete das Unternehmen am 20. Februar 1917 in Atzgersdorf bei Wien und begann mit der Produktion von Automobilen. Der Markenname lautete ESA. Als Besonderheit stellte Seilnacht fast alle Einzelteile in seinem Unternehmen her. Am 23. November 1925 wurde der Ausgleich beantragt. 1926 endete die Produktion, als das Unternehmen in Konkurs ging. Insgesamt entstanden über 240 Fahrzeuge.

## Fahrzeuge
Zwischen 1917 und 1919 stellte Seilnacht einige Exemplare eines Cyclecars her. Eines dieser Fahrzeuge gewann 1920 das 1. Badener Cyclecar-Rennen. Ein Exemplar ist erhalten geblieben und befindet sich im Technischen Museum in Wien.
1920 erschienen die Modelle 3/8 PS mit Vierzylindermotor und 16 PS mit Sechszylindermotor. Beide Motortypen verfügten über SV-Ventilsteuerung. Diese Fahrzeuge wurden als Zwei- und Dreisitzer angeboten und verfügten über ein Spitzheck. Eines dieser Fahrzeuge wurde 1920 auf der Olympia Motor Show in London mit einem Schönheitspreis ausgezeichnet. Insgesamt entstanden etwa 200 Vierzylindermodelle und 40 Sechszylindermodelle.
Soweit bekannt, existiert nur noch ein Kühlergrill. Er ist im Oldtimer-Museum Kröpfl in Hartberg ausgestellt.

## Autorennen
Zwei Fahrzeuge nahmen am 12. August 1923 an der IV. Filius-Fahrt zum Gedenken an den verstorbenen Mitgründer der „Allgemeinen Automobil-Zeitung“, Adolf Schmal-Filius teil.